# The Sin of Madelon Claudet
The Sin of Madelon Claudet (bra O Pecado de Madelon Claudet) é um filme norte-americano de 1931, do gênero drama, dirigido por Edgar Selwyn, com roteiro de Charles MacArthur baseado na peça teatral Lullaby, de Edward Knoblock.

## Sinopse
A francesa Madelon se apaixona por Larry, que a abandona após saber que ela está grávida. Ela resolve então, ajudar o ladrão de jóias Carlo, mas ele comete suicidio no momento em que a policia os pega me flagrante. Madelon acaba indo presa.[carece de fontes?]

## Elenco principal
- Helen Hayes ....  Madelon Claudet
- Lewis Stone .... Carlo Boretti
- Neil Hamilton .... Larry Maynard
- Cliff Edwards .... Victor Lebeau
- Jean Hersholt .... dr. Dulac
- Marie Prevost .... Rosalie Lebeau

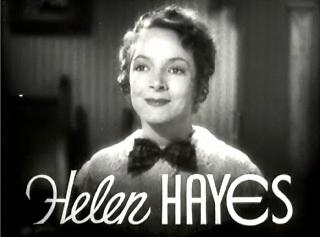
Helen Hayes

- Robert Young .... dr. Lawrence Claudet
- Karen Morley .... Alice Claudet
- Charles Winninger .... M. Novella (fotógrafo)
- Alan Hale .... Hubert
- Halliwell Hobbes .... Roget
- Lennox Pawle .... Felix St. Jacques
- Russ Powell .... sr. Claudet

## Prêmios e indicações
| Premiação          | Categoria            | Recipiente           | Resultado                 |
| ------------------ | -------------------- | -------------------- | ------------------------- |
| Oscar 1932         | Melhor atriz         | Helen Hayes          | Venceu                    |
| Festival de Veneza | Atriz favorita       | Helen Hayes          | Venceu[carece de fontes?] |
| Festival de Veneza | Filme mais comovente | Filme mais comovente | Venceu[carece de fontes?] |